# Henryk Maculewicz
Henryk Józef Maculewicz (Grudza, 1950. április 24. –) lengyel válogatott labdarúgó.
A lengyel válogatott tagjaként részt vett az 1978-as világbajnokságon.

## Sikerei, díjai
Wisła Kraków
- Lengyel bajnok (1): 1977–78